# Distretto di Bongo
Il distretto di Bongo (ufficialmente Bongo District, in inglese) è un distretto della Regione Orientale Superiore del Ghana.